# Zapadki
Zapadki (deutsch Schrötersau) ist ein kleines Dorf in der polnischen Woiwodschaft Ermland-Masuren und gehört zur Gmina Wielbark (Stadt- und Landgemeinde Willenberg) im Powiat Szczycieński (Kries Ortelsburg).

## Geographische Lage
Zapadki liegt in der südlichen Mitte der Woiwodschaft Ermland-Masuren unweit der Grenze zur Woiwodschaft Masowien, die hier einstmals die deutsch-polnische Staatsgrenze war. Bis zur Kreisstadt Szczytno (deutsch Ortelsburg) sind es 24 Kilometer in nordwestlicher Richtung.

## Geschichte

### Ortsname
Der Ort war bis 1945 nach dem Landmesser Schröter benannt.

### Ortsgeschichte
Schrötersau war seines der sechs Dörfer, die im Rahmen der Meliorationsmaßnahmen am Lattanabruch (polnisch Bagna Łatana) Ende des 18. Jahrhunderts entstanden sind. Auf ausdrücklichen königlichen Befehl wurde auch dieses Dorf nicht als geschlossene Siedlung angelegt, sondern die Häuser unweit der Wiesen und Weiden errichtet, um in dem unwegsamen Gelände lange Wege vermeiden zu können. Bereits 1805 heißt es, dass die Einwohner tüchtig gerodet und sämtliche Gebäude fertiggestellt hätten.
Von 1874 bis 1945 war Schrötersau in den Amtsbezirk Groß Lattana (polnisch Łatana Wielka) eingegliedert, der – 1938 in „Amtsbezirk Großheidenau“ umbenannt – zum ostpreußischen Kreis Ortelsburg gehörte.
Am 1. Dezember 1910 waren in Schrötersau 66 Einwohner registriert. Ihre Zahl belief sich 1933 auf 47 und 1939 auf 46.
Aufgrund der Bestimmungen des Versailler Vertrags stimmte die Bevölkerung in den Volksabstimmungen in Ost- und Westpreussen am 11. Juli 1920 über die weitere staatliche Zugehörigkeit zu Ostpreußen (und damit zu Deutschland) oder den Anschluss an Polen ab. In Schrötersau stimmten 42 Einwohner für den Verbleib bei Ostpreußen, auf Polen entfielen keine Stimmen.
Mit dem gesamten südlichen Ostpreußen wurde Schrötersau 1945 in Kriegsfolge an Polen überstellt. Das Dorf erhielt die polnische Nwmnsform „Zapadki“ und ist heute eine Ortschaft innerhalb der Stadt- und Landgemeinde Wielbark (Willenberg) im Powiat Szczycieński (Kreis Ortelsburg), bis 1998 der Woiwodschaft Olsztyn, seither der Woiwodschaft Ermland-Masuren zugehörig.

## Kirche

### Evangelisch
Bis 1945 war Schrötersau in die evangelische Kirche Willenberg (Wielbark) in der Kirchenprovinz Ostpreußen der Kirche der Altpreußischen Union eingepfarrt. Seit 1945 gehören die evangelischen Einwohner Zapadkis zur Pfarrei in Szczytno (Ortelsburg).

### Römisch-katholisch
Vor 1945 war Schrötersau ein Teil der römisch-katholischen Pfarrei Groß Leschienen (polnisch Lesiny Wielkie) im damaligen Bistum Ermland. Heute gehört das Dorf noch immer zu Lesiny Wielkie, das jetzt allerdings dem Erzbistum Ermland zugehört.

## Schule
Vor 1945 besuchten die Kinder die Schule in Alt Werder (Ostrowy).

## Verkehr
Zapadki liegt abseits des Verkehrsgeschehens und ist von Lesiny Wielkie (Groß Leschienen) bzw. Olędry (Wagenfeld) über Nebenstraßen zu erreichen. Eine Anbindung an den Bahnverkehr besteht nicht.